# 55901 Xuaoao
55901 Xuaoao este o planetă minoră (asteroid) din centura de asteroizi. A fost descoperită pe 15 februarie 1998 la Xinglong Station⁠(d) de Beijing Schmidt CCD Asteroid Program⁠(d). 
Obiectul prezintă o orbită caracterizată de o semiaxă mare de 2,5960941859623 UAi, o excentricitate de 0,21, o înclinație de 5,7 ° în raport cu ecliptica.